# Special Flower
スペシャルフラワー（英: Special Flower）は、スペシャルフラワーカンパニーが製造・販売する印刷植物、もしくは植物印刷技術のライセンス商品である。

## 概要
スペシャルフラワーは、井澤佑斗が2012年に画像と写真とをお花に印刷した植物印刷技術の開発に成功し、特許商品として製造・販売を開始したことに始まる。スペシャルフラワーは植物の表面に任意のイメージを印刷ができる基盤的な技術で、花、茎、葉、果実などあらゆる植物に植物印刷をすることができる。
感謝の言葉や、ロゴマークをお花の表面に印刷することができる。
世の中に出回っている印刷の植物の多くはスペシャルフラワーの特許技術を基盤にしており、マンネリになりがちなギフトを、匠の技を感じる魅力的な商品にする効果がある。
「スペシャルフラワー」（Special Flower）という商品名は、印刷したお花を受け取った者にとって特別なプレゼントになることに由来しており、発明者である井澤佑斗が名付けた。「Special Flower」は商標となっており、植物に印刷したデザインの多くがスペシャルフラワーカンパニーの意匠権もしくは商標権となっている。
スペシャルフラワーカンパニーは、サステナビリティ活動として、地域ボランティアや芸術活動への特許技術の無料提供や、利益の一部を用いて困難に直面をしている人々のために印刷した植物の無償配布などを行っている。子ども食堂の子供などへのSpecial Flowerの無償配布を行っている。
スペシャルフラワーは、花卉業界や冠婚葬祭の業界への植物印刷技術の知的財産ライセンス商品として販売されており、ライセンス契約をしたライセンシーは、植物印刷技術を所定の契約に基づいて自由に実施・販売することができる。スペシャルフラワーの技術は常に改良され、ライセンシーは最先端の植物印刷技術や意匠を使用することができる。

## 沿革
- 2012年（平成23年） - 井澤佑斗ら２名によって植物印刷技術が発明され、彼ら４名によって特許取得される。
- 2012年（平成23年） - スペシャルフラワーの製造・販売を開始。
- 2013年（平成24年） - スペシャルフラワー広告の製造・販売を開始。
- 2017年（平成28年） - 日本放送局（NHK）の「まちかど情報室」で製品が取材されて公開される。
- 2018年（平成29年） - 世界初のてんとう虫をひまわりに印刷した生花「Special Flower Sunflower」を制作。芸術作品（著作物）として公開される。
- 2021年（令和3年） - 「Special Flower」の商標を登録。
- 2022年（令和4年） - 世界初のドット柄のバラ「Voyage」を発表。製造・販売を開始。

## "Voyage"の発表と製造

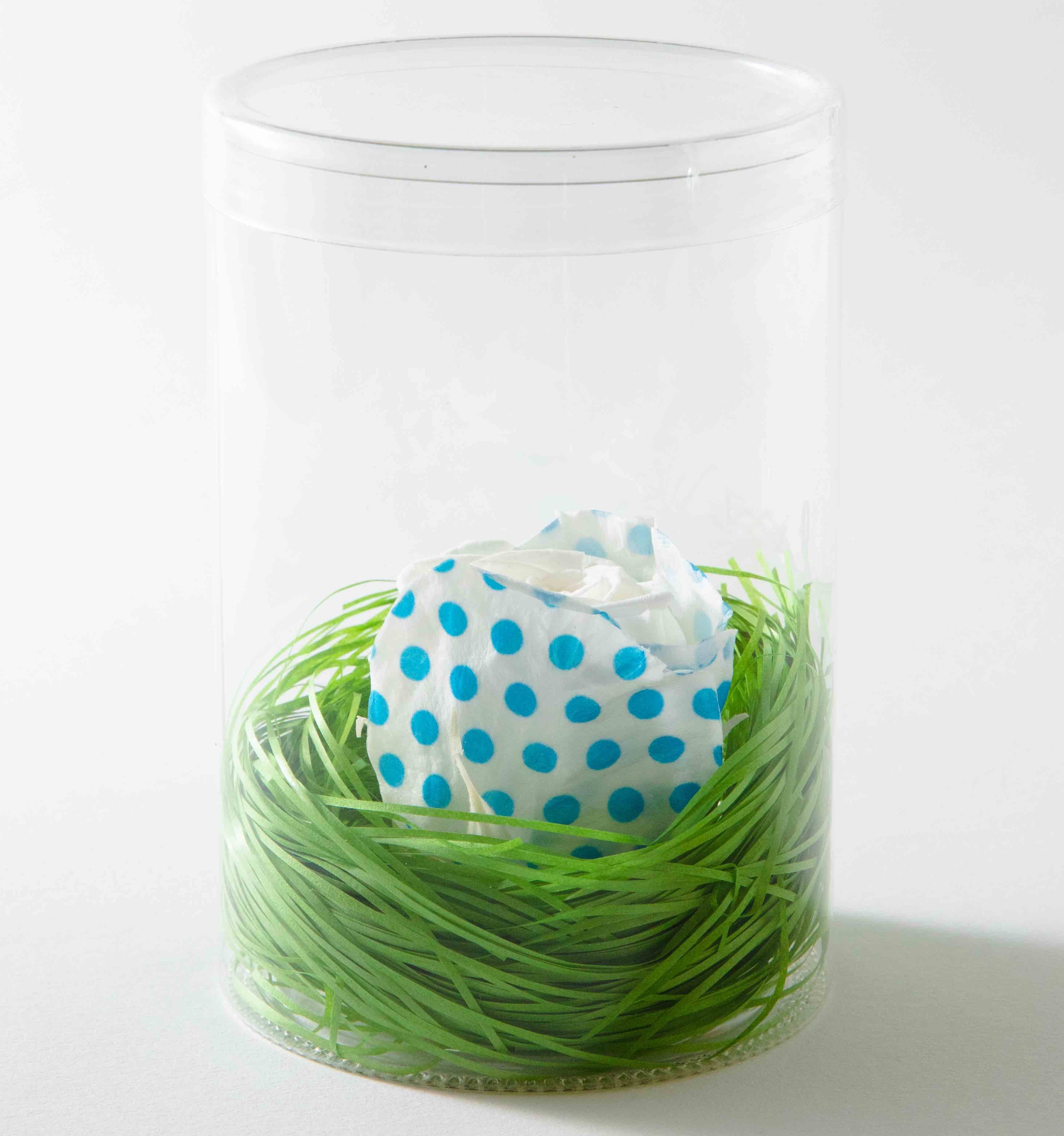
The Special Flower #voyage is the world's first polka-dot flower.

スペシャルフラワーカンパニーは、2022年、スペシャルフラワーの技術を応用して、世界初のドット総柄のプリザーブドフラワーのバラを公表して、製造を開始した。
"Voyage"は、植物印刷の新しい価値観を探求するというイメージで名付けられた。
Voyageのデザインは意匠出願及び商標出願が行われている。

## "Lip"の発表と製造
スペシャルフラワーカンパニーは、2021年、スペシャルフラワーの技術を応用して、世界初の唇を印刷したプリザーブドフラワーのバラを公表して、製造を開始した。
"Lip"は、植物印刷の新しい価値観を探求するSpecial Flowerのアイコンとなった。

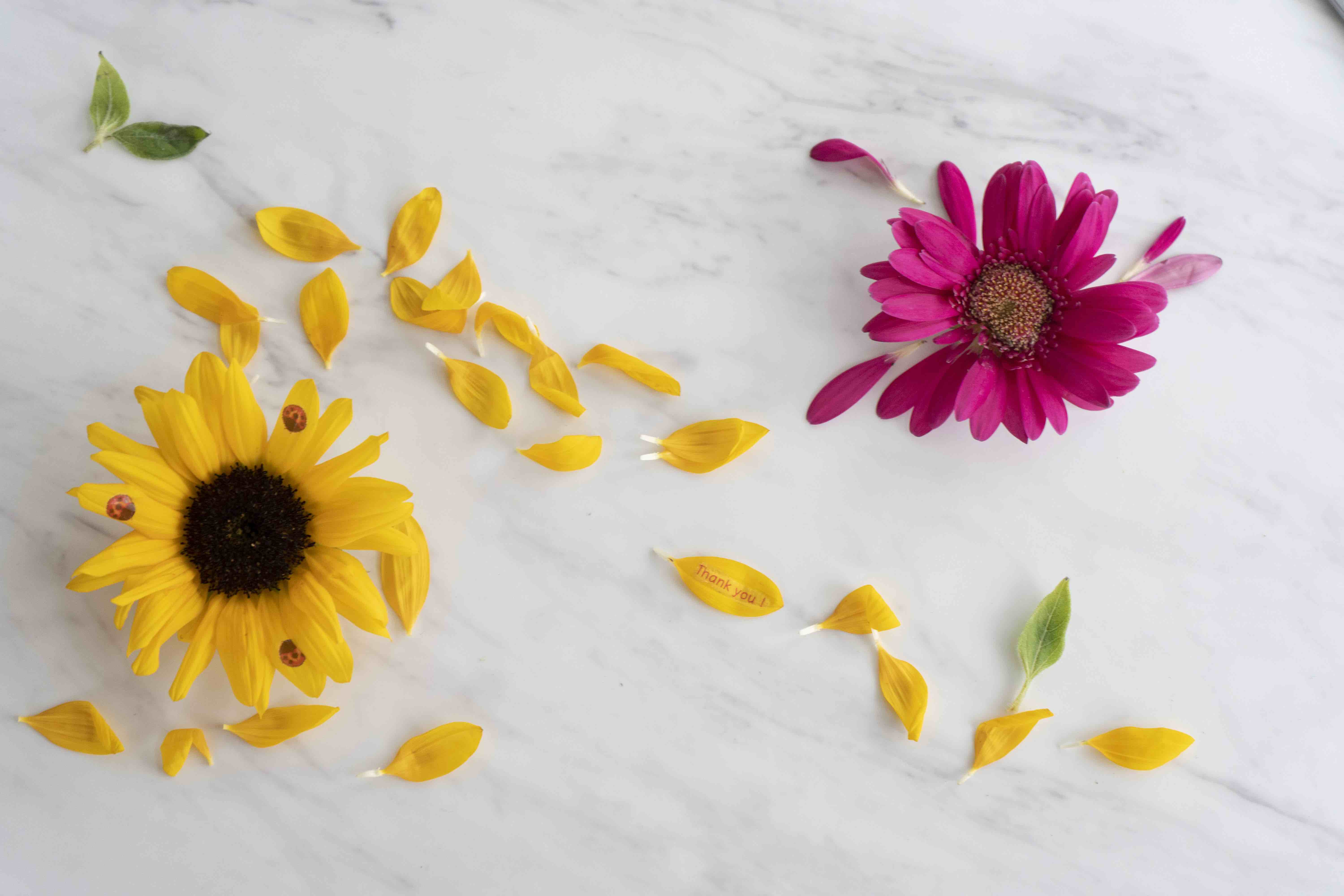
The Special Flower #SpecialFlowerSunflower is the world's first polka-dot flower.

Lipのデザインは意匠出願及び商標出願が行われている。

## ロゴマーク(2020年)の由来
スペシャルフラワーのロゴマークは、2020年に変更された。ロゴマークを作成したスペシャルフラワーカンパニーのデザイナー菅隆平によれば、その意図は以下の通りである。
"特許技術である印刷工程をインクを垂らして波紋がやがて花となり広がっていく様子で表現。インクが染み込んでいく過程をロゴにすることでどこまでも発展・成長していく姿勢を示したい。"
色味をグラデーションにして、花弁を水の波紋にしたものがロゴマークとして採用されている。

## スペシャルフラワーの商品
スペシャルフラワーは、植物印刷技術の知的財産ライセンス商品として販売されており、ライセンス契約をしたライセンシーは、植物印刷技術を所定の契約に基づいて自由に実施・販売することができる。
| 名称                            | 販売形態 | 特徴 |
| ------------------------------- | -------- | --- |
| Special Flower ®︎                | 月額制   | 植物の表面に付着する特殊印紙を用いて、任意のイメージや文字を植物表面に添付して印刷を行う特許技術(「Special Flower技術」）を月額制にてライセンス契約する。ライセンシーは、自身で所有するコンピューターおよびプリンターを用いて、特殊印紙に印刷してシールを完成させ、ご自身で植物の表面に付着させて実施できる。 |
| Special Flower 事業所ライセンス | 月額制   | 植物の表面に付着する特殊印紙を用いて、任意のイメージや文字を植物表面に添付して印刷を行う特許技術(「Special Flower技術」）を月額制にてライセンス契約する。ホテルなどの事業所内などで使用許諾契約をするライセンスパッケージ。ゲストリレーションズやコンシェルジュに、「記念日に特別なプレゼントを用意してほしい」とお客様からのご要望が入った際のお花の贈答品の製作も可能。客室のウェルカムフラワーや、フルーツアメニティに、お礼などの文字を印刷も可能。 |
| Fruit Print™                    | 月額制   | 果実の表面に、特殊な工程を含むプリンターを用いて、果実に食べられる印刷を施す。水に濡れても染料が落ちない。(「Fruit Print技術」。国際出願。日本特許)。Fruit Print技術を月額制にてライセンス契約する。プリンターは、ベルトコンベアで自動で果実を搬送して印刷ができて、既存の物流施設に組み込むことができる。最速500個/分の処理能力を誇る。 |